# Jayna Hefford
Jayna Hefford  (Trenton (Ontario), 14 mei 1977) is een Canadees ijshockeyster. 
Hefford is samen met haar ploeggenote Hayley Wickenheiser de meest gelauwerde olympische ijshockeyer. 
In 1998 mochten vrouwen voor het eerst deelnemen aan het olympische ijshockeytoernooi. De Canadese ploeg verloor in de finale van de Verenigde Staten. In 2002, 2006, 2010 en 2014 won Hefford met haar ploeggenoten olympisch goud.
Tijdens de wereldkampioenschappen werd Hefford wereldkampioene in 1997, 1999, 2000, 2001, 2004, 2007 en 2012. 
Hefford werd in 2018 opgenomen in de Hockey Hall of Fame.